# والتر مک‌کوی
والتر مک‌کوی (انگلیسی: Walter McCoy؛ زادهٔ ۱۵ نوامبر ۱۹۵۸) دونده دو سرعت اهل ایالات متحده آمریکا است.